# Pieter Berend Oudemans
Pieter Berend Oudemans (Schiedam, 30 juni 1960 - Deventer, 14 december 2005) was een Nederlands bankier en ondernemer.

## Familie
Oudemans was lid van het in het Nederland's Patriciaat opgenomen geslacht Oudemans en zoon van mr. Aart Hendrik Willem Oudemans (1926-1991), secretaris van de raad van bestuur van de N.V. Vereenigde Glasfabrieken Leerdam, directielid van Kluwer Uitgeverij te Deventer en voorzitter van de B.V. Landgoed Schovenhorst, en drs. Margareta van Delden (1927-1968), psychologe; hij is een achterkleinzoon van Johannes Theodorus Oudemans (1862-1934). Hij was de broer van Wouter Oudemans (1951), hoogleraar Wijsbegeerte. Hij trouwde in 1988 met Elisabeth Maria van Liebergen, interieurarchitecte, met wie hij drie kinderen kreeg.

## Loopbaan
Hij studeerde medicijnen en rechten, werd bankier, onder andere in Londen. In 2000 nam hij ontslag en wijdde zich aan zijn eigen bedrijf en aan zijn hobby's. Hij zette zich in voor het behoud van oudere panden in zijn woonplaats Deventer; hij kocht er samen met zijn vrouw ook enkele aan en restaureerde die. Hij werd in Londen een verzamelaar van prenten, vooral portretten. Hij bezat ook een manuscript van Louis Couperus (1863-1923), Elyata, dat zijn vrouw na diens overlijden deels schonk aan de Stadsarchief en Athenaeumbibliotheek te Deventer.

## Nevenactiviteiten
Hij was lid van de Stichting Oud-Deventer en zette zich in voor behoud en herstel van monumenten in die stad, en van de Oude Haven daar. Hij zette zich ook in voor het familielandgoed Schovenhorst in Putten op de Veluwe, dat een bekende bomentuin omvat.